# Barronett (Wisconsin)
Barronett es un lugar designado por el censo ubicado en el condado de Barron en el estado estadounidense de Wisconsin. En el Censo de 2010 tenía una población de 111 habitantes y una densidad poblacional de 55,59 personas por km².

## Geografía
Barronett se encuentra ubicado en las coordenadas 45°38′10″N 91°59′38″O / 45.63611, -91.99389. Según la Oficina del Censo de los Estados Unidos, Barronett tiene una superficie total de 2 km², de la cual 1.98 km² corresponden a tierra firme y (0.65%) 0.01 km² es agua.

## Demografía
Según el censo de 2010, había 111 personas residiendo en Barronett. La densidad de población era de 55,59 hab./km². De los 111 habitantes, Barronett estaba compuesto por el 95.5% blancos, el 0% eran afroamericanos, el 0.9% eran amerindios, el 0.9% eran asiáticos, el 0% eran isleños del Pacífico, el 0.9% eran de otras razas y el 1.8% pertenecían a dos o más razas. Del total de la población el 3.6% eran hispanos o latinos de cualquier raza.